# Bertrand de Margerie
Pour les autres membres de la famille, voir Famille Jacquin de Margerie.
Bertrand Jacquin de Margerie, né le 23 février 1923 et mort le 4 juillet 2003, est un jésuite français, théologien spécialisé en christologie et en mariologie.

## Biographie
Issu d'une famille de diplomates, il  est le fils aîné de Roland de Margerie et de Jenny Fabre-Luce. Il était le petit-neveu de l'écrivain Edmond Rostand, le frère d'Emmanuel de Margerie, ambassadeur de France à Madrid, Londres et Washington, de la romancière Diane de Margerie, et l'oncle de Ramon Fernandez.
Membre de la Compagnie de Jésus, il est l'auteur de nombreux ouvrages, dont une Introduction à l'histoire de l'exégèse en quatre volumes et plusieurs essais sur les sacrements de l'Église catholique, ainsi que sur Thomas d'Aquin et Ignace de Loyola. Il a aussi publié son autobiographie, Ambassadeur du Christ, et contribué à plusieurs revues, parmi lesquelles la Revue thomiste. L'Académie française lui a décerné le prix Montyon en 1971 et le prix Trubert en 1978. En 2000, il fut le lauréat du Grand Prix catholique de littérature.
Bertrand de Margerie était également le responsable de l'Œuvre des campagnes, fondée en 1857 par Jean-Marie Vandel. Il y avait succédé à Pierre du Bourguet.

## Publications
- Mes conversations pékinoises avec le P. G. M. Allegra, en 1945-1946
- Le cœur de Marie, cœur de l'Église. Essai de synthèse théologique, Paris (Lethielleux) 1967 ; éd. revue et augmentée, 1993, (Téqui)
- Reinhold Niebuhr, théologien de la communauté mondiale, DDB, coll. Musaeum Lessianum, Paris 1969
- Le Christ pour le monde, Paris, Beauchesne, 1971, 483 p. (prix Montyon de l'Académie française, 1971); mentionné par Paul VI (Osservatore Romano, 30/03/1972)
- La Trinité chrétienne dans l'histoire, Beauchesne, Paris 1975
- Sacrements et développement intégral, Téqui) Paris 1977 (prix Maurice Trubert de l'Académie française, 1978
- Les Divorcés remariés face à l'Eucharistie, Téqui, Paris, 1979
- Vers la plénitude de la communion, Paris, Téqui, 1980
- Introduction à l'histoire de l'exégèse, t. I: Les Pères grecs et orientaux, Paris 1980 ; t. II: Les Premiers Grands Exégètes latins, Paris 1983 ; t. III: Saint Augustin, Paris 1983 ; t. IV: L´Occident latin, Cerf 1990 - (prix Montyon de l'Académie française, 1984);
- Retraite théologique: avec des exercices de saint Ignace de Loyola, Résiac 1981
- La liberté religieuse et le règne du Christ, Paris, Cerf, 1988
- Écône : comment dénouer la tragédie ? Réflexions théologiques et pastorales, Paris, Téqui, 1988
- Communion quotidienne et confession fréquente, Paris, Résiac, 1988
- « Vous ferez ceci en mémorial de moi » : annonce et souvenir de la mort du Ressuscité, Bellarmin, Montréal, et Beauchesne, Paris 1989
- Du confessionnal en littérature ; huit écrivains français devant le sacrement de pénitence: Chateaubriand, Lamartine, Vigny, Verlaine, Huysmans, Claudel, François de Sales, Bossuet, Paris, éd. Saint-Paul-FAC), 1989
- Dictionnaire marial, C. L. D., Tours, en collaboration avec R. Pamet et G. Bovaud, 1991
- Histoire doctrinale du culte au cœur de Jésus, Paris, Mame, 1992, t. 1
- Sainteté et péché aux origines de l'humanité, Paris, 1992
- Mélanges anthropologiques à la lumière de saint Thomas d'Aquin, éd. Mame, Paris, 1993
- Histoire doctrinale du culte envers le cœur de Jésus, t. 2: L'amour devenu lumière, éd. Saint Paul, Paris, 1995
- Ambassadeur du Christ. Autobiographie. Vers une Église pleinement eucharistique, éd. Fr.-X. de Guibert, Paris 1997
- Histoire doctrinale de l'abandon à la Providence, Téqui, Paris 1997
- Les Pères de l'Église commentent le Credo, Cerf, coll. Initiation, Paris 1998
- Le Mystère des indulgences, Lethielleux, Paris, 1999, Grand Prix catholique de littérature, 2000
- Le Christ des Pères, prophète, prêtre et roi, Cerf, coll. Initiations aux Pères de l'Église, Paris, 2000
- Les Saints Prophètes du Christ prophète, François-Xavier de Guibert, Paris, 2002